# Queen and Country
Queen and Country is een Britse film uit 2014, geschreven en geregisseerd door John Boorman. De film is een vervolg op Boorman's Hope and Glory (1987) en bevat een aantal van dezelfde personages, hoewel David Hayman door het verstrijken van de tijd de enige acteur uit de eerste film is die zijn rol opnieuw vertolkt.

## Verhaal
In Engeland, in 1952. Negen jaar na de gebeurtenissen in de oorlog is Bill Rohan nu 18 jaar oud. Vervolgens werd hij opgeroepen om zijn militaire dienst in het leger van Zijne Majesteit te vervullen. Voor veel dienstplichtigen bestaat de angst om naar het front van de oorlog in Korea te gaan. Bill Rohan raakt bevriend met Percy, een jonge non-conformistische soldaat, maar stuit in de persoon van sergeant-majoor Bradley op de starheid van hun militaire hiërarchie. Tegelijkertijd beleven beiden hun eerste liefdes: Bill wordt verliefd op Ophelia, een jonge depressieve aristocraat, terwijl Percy verliefd wordt op Dawn, de brutale zus van Bill.

## Rolverdeling
| Acteur                | Personage     |
| --------------------- | ------------- |
| Callum Turner         | Bill Rohan    |
| Vanessa Kirby         | Dawn Rohan    |
| David Thewlis         | Bradley       |
| Richard E. Grant      | Majoor Cross  |
| Caleb Landry Jones    | Percy Hapgood |
| Tamsin Egerton        | Ophelia       |
| Sinéad Cusack         | Grace Rohan   |
| David Hayman          | Clive Rohan   |
| Brían F. O'Byrne      | RSM Digby     |
| Pat Shortt            | Redmond       |
| John Standing         | George        |
| Aimee-Ffion Edwards   | Sophie Adams  |
| David Michael Claydon | Jones         |

## Release
De film ging in première op 20 mei 2014 in de Directors' Fortnight-sectie van het Filmfestival van Cannes. Op 12 juni 2015 werd Queen and Country uitgebracht in het Verenigd Koninkrijk.

## Ontvangst
Op Rotten Tomatoes heeft Queen and Country een waarde van 76% en een gemiddelde score van 6,80/10, gebaseerd op 92 recensies. Op Metacritic heeft de film een gemiddelde score van 68/100, gebaseerd op 28 recensies.

## Prijzen en nominaties
| Jaar | Prijs                                | Categorie                                           | Genomineerde(n) | Uitslag     |
| ---- | ------------------------------------ | --------------------------------------------------- | --------------- | ----------- |
| 2014 | Lisbon & Estoril Film Festival       | Beste film                                          | John Boorman    | Genomineerd |
| 2015 | California Independent Film Festival | Beste regisseur                                     | John Boorman    | Gewonnen    |
| 2015 | California Independent Film Festival | Beste film                                          | John Boorman    | Gewonnen    |
| 2015 | CinEuphoria Awards                   | Beste mannelijke bijrol - internationale competitie | David Thewlis   | Genomineerd |
| 2015 | Irish Film and Television Awards     | Beste actrice in een bijrol - film                  | Sinéad Cusack   | Genomineerd |
| 2015 | Irish Film and Television Awards     | Beste originele filmmuziek                          | Stefan McKeon   | Gewonnen    |